# Gypsum (Colorado)
Pour les articles homonymes, voir Gypsum.
Gypsum est une ville américaine située dans le comté d'Eagle dans le Colorado.
Selon le recensement de 2010, Gypsum compte 6 477 habitants. La municipalité s'étend sur 7,72 milles carrés (19,99 km2), dont 7,67 milles carrés (19,87 km2) de terres.
La ville doit son nom à la présence de dépôts de gypse (gypsum en anglais) dans la région.

## Démographie
| 1920 | 1930 | 1940 | 1950 | 1960 | 1970 |
| ---- | ---- | ---- | ---- | ---- | ---- |
| 164  | 165  | 245  | 345  | 358  | 420  |

| 1980 | 1990  | 2000  | 2010  | - | - |
| ---- | ----- | ----- | ----- | - | - |
| 743  | 1 750 | 3 654 | 6 477 | - | - |